# Файнгольд, Мей
Мей Файнгольд (ивр. מיי פיינגולד‎), настоящее имя Мейталь Слонимски (ивр. מיטל סלונימסקי‎); род. 16 декабря 1982 года, Ришон-ле-Цион, Израиль) — израильская певица, которая представляла Израиль на конкурсе песни «Евровидение 2014», с песней «Same Heart».

## Карьера
Её музыкальная карьера началась на школьных концертах, после чего она начала брать уроки вокала, преимущественно классического оперного. С юности Файнгольд принимает участие во множестве шоу, включая выступления в ночных клубах и барах. После этого Файнгольд становится солисткой группы «Disiac». Эта команда выступила на «Arad Festival» в 2009 году и принимала участие в создании «Hebrew Labor» — специального альбома с кавер-версиями старых израильских хитов.
Известность к певице пришла в 2009 году, когда она заняла третье место в 7-м выпуске телешоу «Kohav Nolad» (израильская версия «Фабрики звёзд»). В рамках проекта она в основном выступала в рок-стиле. Спустя неделю после шоу Мей выпустила свой первый сингл «Lishbor Regel». Дебютный альбом певицы «Soda Pop» появился в продаже 23 июля 2010 года.
В 2013 году на национальном отборе на Евровидение Мей была выбрана на Евровидение-2014 приёмной комиссией, которая рассматривала шестнадцать кандидатов, из которых были высоко рассмотрены Майя Бускила и Элла Дорон, прежде чем Мей была выбрана в конечном итоге.
В финале отбора «Kdam 2014» выиграла песня «Same heart» (с англ. То же сердце), написанная на английском языке и иврите (слова и музыка Рами Талмид).
Мей выступила в первой половине второго полуфинала, под номером 2. Исполнительница не прошла в финал, заняла 14-е место, получив 19 очков.